# Gerhard Reddemann
Gerhard Reddemann (* 22. Februar 1932 in Heilbad Heiligenstadt; † 27. März 2008) war ein deutscher Politiker (CDU).
Reddemann, der von Beruf Journalist war, trat 1947 der CDU bei. Er war von 1969 bis 1994 Mitglied des Deutschen Bundestages. Dabei wurde er fast immer über die Landesliste Nordrhein-Westfalen gewählt. Lediglich bei seiner letzten Wahl im Jahr 1990 wurde Reddemann als Direktkandidat im Wahlkreis Nordhausen – Worbis – Heiligenstadt gewählt. Im Bundestag war Reddemann von 1972 bis 1973 und erneut von 1983 bis 1987 Vorsitzender des Ausschusses für innerdeutsche Beziehungen.

## Ehrungen
- 1977: Großes Verdienstkreuz der Bundesrepublik Deutschland
- 1986: Großes Verdienstkreuz mit Stern der Bundesrepublik Deutschland